# Industria petrolera en Irán

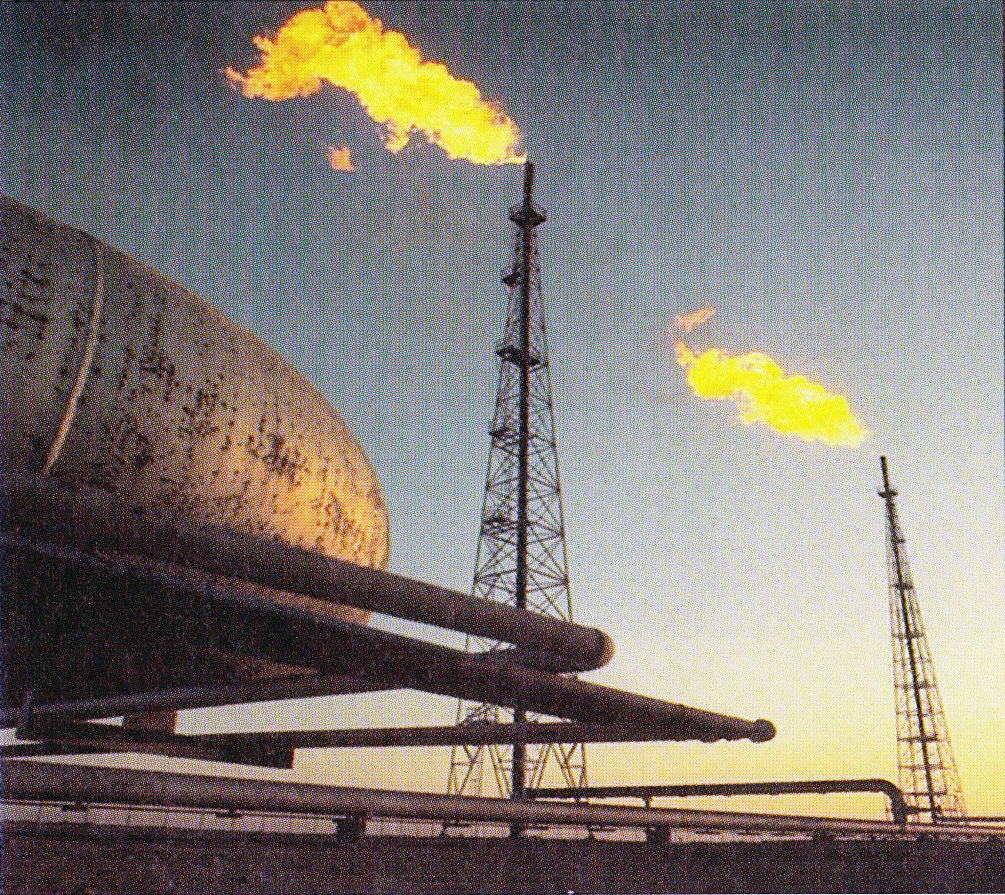
Irán fabrica un 60–70% de su equipo industrial en el país, incluyendo refinerías petroleras, petroleros, equipos de perforación, plataformas petrolíferas e instrumentos de exploración.

La industria petrolera en Irán conformó el 5,1% de la producción total de petróleo crudo del mundo (3 900 millones de barriles diarios) en 2004, lo que generó ingresos estimados entre $25 y 30 mil millones de dólares y fue la principal fuente de divisas del país. Para los niveles de producción de 2006, los ingresos del petróleo representaron alrededor del 18,7% del Producto interior bruto (PIB); sin embargo, la importancia del sector de hidrocarburos para la economía iraní ha sido mucho mayor. La industria petrolera y del gas ha sido el motor del crecimiento económico y ha afectado directamente a los proyectos públicos de desarrollo, el presupuesto público anual y las reservas internacionales.
En el año fiscal de 2009, el sector petrolero representó el 60% del total de ingresos gubernamentales y el 80% del valor total anual tanto de las exportaciones como de los ingresos de moneda extranjera. No obstante, los ingresos del petróleo y el gas dependen del valor del petróleo crudo en el mercado internacional. Se ha estimado que para el nivel de cuota de la Organización de Países Exportadores de Petróleo (OPEP) de diciembre de 2004, una modificación de un dólar en el precio del petróleo crudo en el mercado internacional alteraría los ingresos por el petróleo de Irán en mil millones de dólares. Irán ha planificado invertir $500 mil millones de dólares en el sector petrolero hasta el año 2025.

## Historia

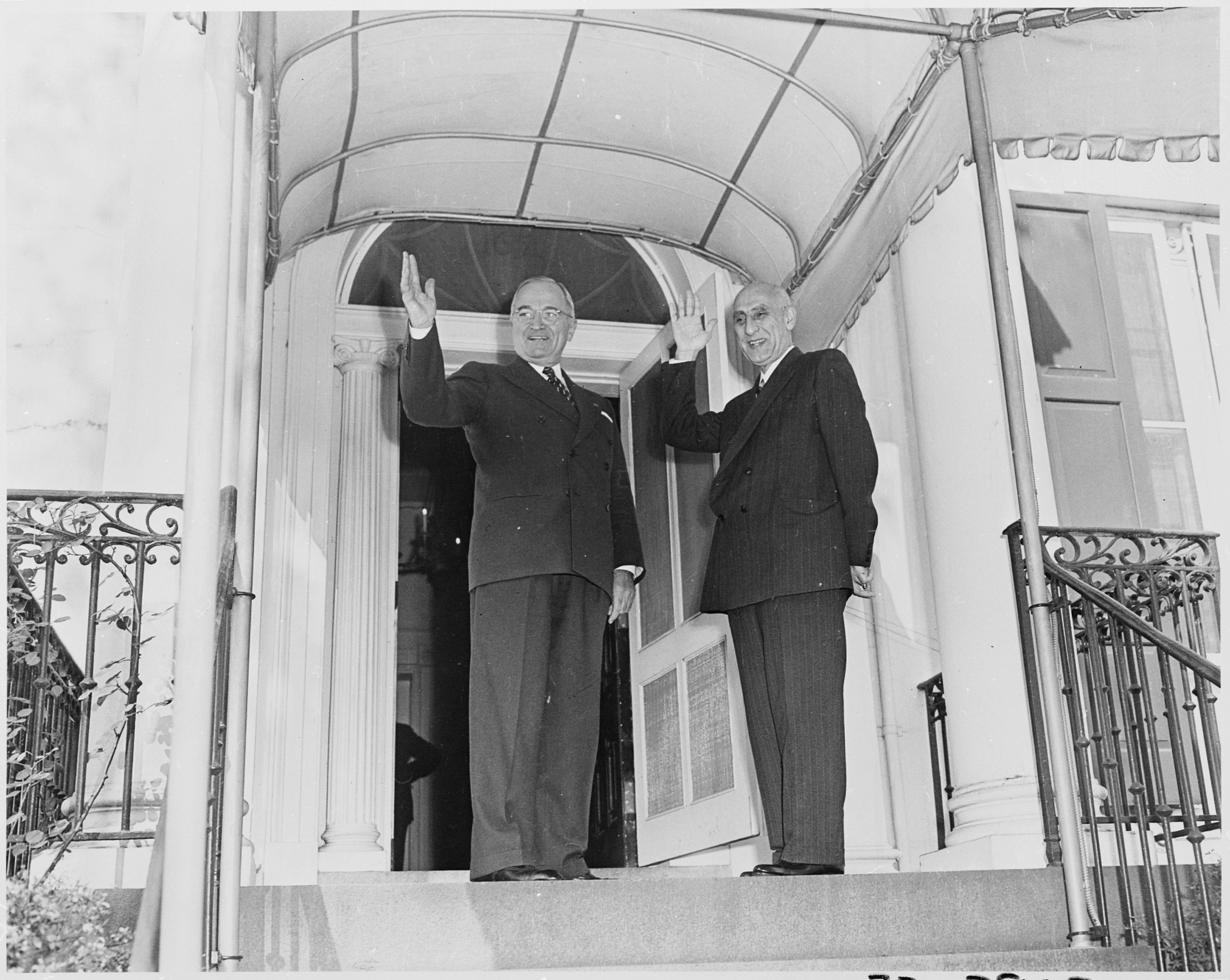
Primer ministro iraní Mohammad Mosaddeq con el presidente de Estados Unidos Harry S. Truman.

### Era de control internacional, 1901–1979
La historia de la industria petrolera de Irán comenzó en 1901, cuando el especulador británico William D’Arcy recibió una concesión de Irán para explorar y desarrollar los recursos petrolíferos en el sur del país. El descubrimiento de petróleo en 1908 llevó a la formación en 1909 de la Anglo-Persian Oil Company (APOC) con base en Londres. Con la compra de la mayor parte de las acciones de la compañía en 1914, el Gobierno británico obtuvo el control directo de la industria petrolera iraní, que no abandonaría durante 37 años. Después de 1935, la APOC pasó a denominarse la Anglo-Iranian Oil Company (AIOC). Un acuerdo a 60 años, firmado en 1933, establecía un pago fijo a Irán de cuatro libras esterlinas por cada tonelada de petróleo crudo exportada, a la vez que negaba cualquier derecho a Irán de controlar las exportaciones de petróleo.
En 1950, la creciente demanda popular generó un voto en la Asamblea Consultiva Islámica para nacionalizar la industria petrolera. Un año más tarde, el Gobierno del primer ministro Mohammad Mosaddeq formó la National Iranian Oil Company (NIOC). Un golpe de Estado en 1953 liderado por las agencias de inteligencia británicas y estadounidenses derrocó al gobierno de Mosaddeq y allanó el camino para un nuevo acuerdo sobre el petróleo. Firmado en 1954, dividió las ganancias en partes iguales entre la NIOC y un consorcio multinacional que había reemplazado a la AIOC. En 1973, Irán firmó una concesión por otros 20 años con dicho consorcio.
A fines de los años 1950, varios de los acuerdos internacionales de Irán sobre el petróleo no produjeron los resultados esperados; aún peor, las compañías petroleras que manejaban la extracción del petróleo en sus áreas designadas contribuyeron muy poco en la producción total de petróleo del país. Para la época de la Revolución iraní de 1978-1979, las cinco compañías internacionales más importantes que habían firmado acuerdos con la NIOC solo representaron el 10,4% de la producción total de petróleo. Durante este período, la industria petrolera iraní se mantuvo desligada de otras industrias, en particular, de la manufacturera. Esta separación generó ineficiencias en toda la economía industrial del país.

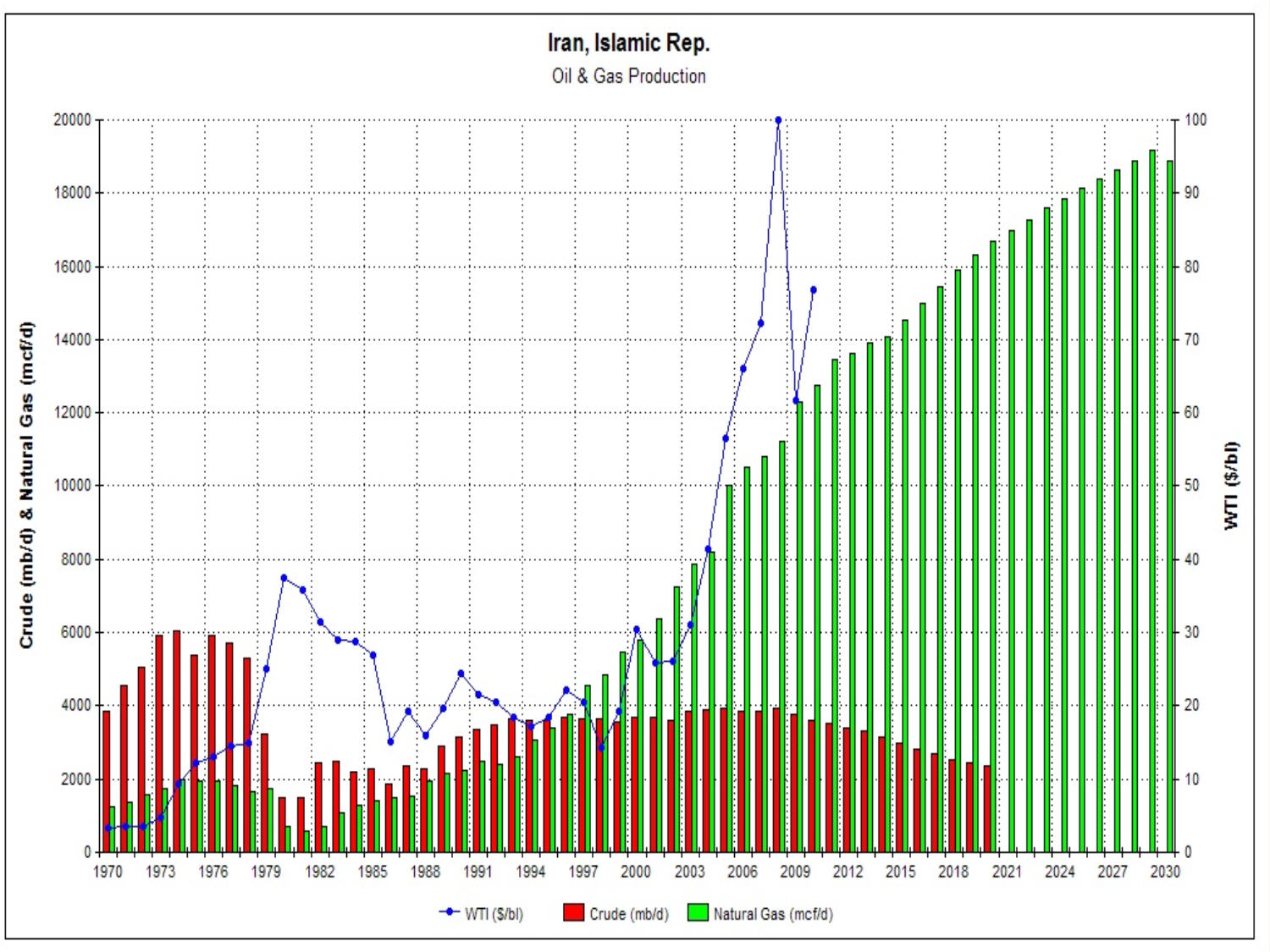
Producción de petróleo y gas en Irán desde 1970.